# 眼斑小齿蛇鳗
眼斑細齒蛇鰻，又稱多斑蛇鰻、眼斑小齿蛇鳗，為輻鰭魚綱鰻鱺目糯鰻亞目蛇鰻科的其中一種，分布於印度太平洋區，從東非至夏威夷群島海域，本魚體為淡紅色，並具鑲黑邊黃色斑點，體長可達62.5公分，棲息在靠近珊瑚礁的沙地，屬肉食性，生活習性不明。

## 擴展閱讀
維基物種上的相關：眼斑細齒蛇鰻